# Czubajeczka zamszowata
Czubajeczka zamszowata (Lepiota tomentella J.E. Lange) – gatunek grzybów z rodziny pieczarkowatych (Agaricaceae).

## Systematyka i nazewnictwo
Pozycja w klasyfikacji według Index Fungorum: Lepiota, Agaricaceae, Agaricales, Agaricomycetidae, Agaricomycetes, Agaricomycotina, Basidiomycota, Fungi.
Synonimy:
- Lepiota tomentella f. rubidella Bon 1993
- Lepiota tomentella J.E. Lange 1923 f. tomentella

Nazwę polską zaproponował Władysław Wojewoda w 2003 r.

## Morfologia
Kapelusz
Średnica 1,5–5 cm, początkowo półkulisty, potem dzwonkowaty, w końcu wypłaszczony z niewielkim garbem na środku. Powierzchnia biaława do kremowej, pokryta różowobrązowymi lub czerwonobrązowymi włókienkami, szczególnie silnie w środkowej części kapelusza.
Blaszki
Wolne, dość luźne, początkowo białawe, potem z odcieniem czerwonawym.
Trzon
Walcowaty, bez pierścienia, w górnej części gładki, w dolnej kłaczkowato włókienkowaty.
Cechy mikroskopowe
Cheilocystydy beczułkowate z szeroko zaokrąglonymi końcami. Pleurocystyd brak. Podstawki 4-zarodnikowe. Zarodniki elipsoidalne, gładkie, dekstrynoidalne, bez pory rostkowej, z ostrogą. Rozmiary: 9 × 4 um.

## Występowanie i siedlisko
Na terenie Polski do 2003 r. podano w literaturze naukowej 4 stanowiska. W Polsce gatunek rzadki. Znajduje się na Czerwonej liście roślin i grzybów Polski. Ma status E – gatunek wymierający. Znajduje się na listach gatunków zagrożonych także w Niemczech i Holandii.
Owocniki wyrastają na ziemi w lasach liściastych od września do października.

## Znaczenie
Saprotrof. Prawdopodobnie jest grzybem trującym, u przebadanych czubajek wykryto bowiem  amanitotoksyny – te same trucizny, które występują w muchomorach.